# Adele Tonnini
Adele Tonnini (San Marino, 24 giugno 1977) è una politica sammarinese.

## Biografia

### Istruzione e carriera
Nel 1992 ha studiato restauro pittorico e l'anno seguente restauro delle cornici dorate antiche, sotto il patrocinio della Segreteria di Stato all'Istruzione di San Marino.
Nel 1995 ha ottenuto il diploma di maturità in arte applicata all'Istituto Statale d'Arte di Urbino e nel 2000 conseguì all'università della città la laurea in Conservazione dei Beni Culturali.
Si è specializzata in legatoria e restauro del libro antico. Dal 1999 al 2012 ha lavorato in un proprio laboratorio di legatoria artigianale.

### Attività politica
Impegnata in politica con il Movimento Civico R.E.T.E., fin dalla sua fondazione nel 2012, nel 2019 è stata eletta nel Consiglio Grande e Generale e ha fatto parte della Commissione consiliare per gli Affari di Giustizia.
Sempre dal 2019 rappresenta San Marino all'Assemblea parlamentare del Mediterraneo (PAM).
È stata capitano reggente dal 1º aprile al 30 settembre 2023 insieme ad Alessandro Scarano.

## Vita privata
Sorella di Elena, vive a Borgo Maggiore ed è sposata. Appassionata di motociclismo, è stata una degli organizzatori del mondiale di trial a San Marino, nel 2010.